# Asterisco
Asterisco (do latim asteriscum, do grego ἀστερίσκος, "estrelinha"; símbolo: *) é um sinal gráfico de pontuação comumente usado na língua portuguesa.

## Emprego
O sinal é usado em:
- Na produção textual, 
  - Indica uma citação ou comentário sobre um trecho textual feito em um rodapé;[2][3]
  - Substitui nomes próprios não mencionados (exemplo: O Dr.* conversou durante toda a palestra. O jornal*** não quis participar da campanha);[1]
  - Morfema que não possui significação autônoma, sempre aparecendo ligado a outras palavras;
  - Termo de forma hipotética, cuja existência ou afirmação não foi comprovada (exemplo: parecer, do latim *parescere);[1]
  - Uma frase que não respeita as regras da gramática - agramatical (exemplo: * Edifício elaborou projeto o engenheiro)[1]

- Na informática
  - Caractere-curinga, substitui qualquer caractere de uma palavra nas ferramentas de busca;[4][5]
  - Identifica ações em interpretações.
- Na televisão
  - Serve para ocultar palavrões ou termos impróprios.

Sendo um grave erro de português, escrever asterisco como sendo "asterístico".

## No computador
Para digitar no computador, o comando é Shift+8 ou clique no botão do teclado que tem a figura do asterisco (*).